# バレンクラゲ科
バレンクラゲ科（バレンクラゲか、学名：Physophoridae）は、胞泳亜目に含まれるヒドロ虫の科。

## 下位分類
バレンクラゲ科には1属2種が含まれる。
- バレンクラゲ属 Physophora Forsskål, 1775
  - バレンクラゲ Physophora hydrostatica Forsskål, 1775
  - バレンクラゲモドキ Physophora gilmeri Pugh, 2005